# Noah Freidel
Noah Freidel (Tea, 26 november 2000) is een Amerikaans basketballer.

## Carrière
Freidel speelde collegebasketbal voor de South Dakota State Jackrabbits van 2019 tot 2022. Hij speelde daarna van 2022 tot 2024 voor de James Madison Dukes. Hij werd niet gekozen in de NBA draft van dat jaar en tekende zijn eerste profcontract bij de Leuven Bears in de Belgische competitie. Hij werd aan het einde van het seizoen door de supporters van de Leuven Bears verkozen tot beste speler van de ploeg.
Hij tekende in de zomer van 2025 voor de Poolse eersteklasser Wilki Morskie Szczecin.